# Golofa tepaneneca
Golofa tepaneneca är en skalbaggsart som beskrevs av Moron 1995. Golofa tepaneneca ingår i släktet Golofa och familjen Dynastidae. Inga underarter finns listade i Catalogue of Life.